# Jerzy Janowicz
Jerzy Filip Janowicz (sinh ngày 13 tháng 11, năm 1990) là vận động viên quần vợt chuyên nghiệp người Ba Lan. Anh đã từng 5 lần đánh bại các tay vợt trong TOP 20 đánh đơn thế giới, gồm Andy Murray. Thành tích tốt nhất của anh ở Grand Slam là lọt vào trận bán kết Wimbledon 2013 nhờ vậy anh được thăng hạng 17 thế giới và lần đầu tiên lọt vào TOP 20.

## Sự nghiệp

### Thời trẻ
Anh đã chơi quần vợt từ rất trẻ và đã 2 lần vào chung kết nội dung đơn nam dành cho lứa tuổi thanh thiếu niên của 2 giải Grand Slam gồm Giải quần vợt Mỹ mở rộng 2007 và French Open 2008.

### 2013
Ở 2 giải Grand Slam đầu tiên của năm là Australia Open và French Open, anh đều đủ tiêu chuẩn tham gia và đều dừng chân ở vòng 3 của hai giải đấu Grand Slam này.
Giải Gran Slam thứ 3 trong năm khởi tranh và giải đấu này là bước ngoặt trong cuộc đời của anh khi lần đầu tiên lọt vào trận tứ kết Grand Slam và lọt tiếp vào trận bán kết sau khi thắng 3 set nhanh chóng với người đồng hương người Ba Lan là Lukasz Kubot với tỷ số 7-5, 6-4, 6-4 để trở thành tay vợt người Ba Lan đầu tiên lọt vào trận Bán Kết Grand Slam. Đối thủ của anh ở trận bán kết là Andy Murray người từng thua anh trước đó, anh đã thắng Andy Murray ở set đầu 7-6 nhưng đã bị thua ngược với 3 set thắng của Andy Murray 6-4, 6-4, 6-3. Nhưng nhờ lọt vào bán kết anh đã lần đầu tiên được thăng hạng 17 thế giới.

## Các trận chung kết trong ATP Tour

### Đơn nam: 1 (0–1)
| Legend                            |
| --------------------------------- |
| Grand Slam (0–0)                  |
| ATP World Tour Finals (0–0)       |
| ATP World Tour Masters 1000 (0–1) |
| ATP World Tour 500 Series (0–0)   |
| ATP World Tour 250 Series (0–0)   |

| Têns by surface |
| --------------- |
| Hard (0–1)      |
| Clay (0–0)      |
| Grass (0–0)     |

| Outcome | No. | Date                     | Tournament                   | Surface  | Opponent     | Score    |
| ------- | --- | ------------------------ | ---------------------------- | -------- | ------------ | -------- |
| Á quân  | 1.  | ngày 4 tháng 11 năm 2012 | Paris Masters, Paris, France | Hard (i) | David Ferrer | 4–6, 3–6 |

### Đồng đội nam: 1 (0–1)
| Legend                            |
| --------------------------------- |
| Grand Slam (0–0)                  |
| ATP World Tour Finals (0–0)       |
| ATP World Tour Masters 1000 (0–1) |
| ATP World Tour 500 Series (0–0)   |
| ATP World Tour 250 Series (0–0)   |

| Têns by surface |
| --------------- |
| Hard (0–1)      |
| Clay (0–0)      |
| Grass (0–0)     |

| Outcome | No. | Date                     | Tournament                                        | Surface | Partnering        | Opponents            | Score            |
| ------- | --- | ------------------------ | ------------------------------------------------- | ------- | ----------------- | -------------------- | ---------------- |
| Á quân  | 1.  | ngày 16 tháng 3 năm 2013 | Indian Wells Masters, Indian Wells, United States | Hard    | Treat Conrad Huey | Bob Bryan Mike Bryan | 3–6, 6–3, [6–10] |

## Các trận chung kết Grand Slam giải trẻ

### Đơn nam: 2 (0–2)
| Outcome | No. | Date                    | Tournament  | Surface | Opponent          | Score         |
| ------- | --- | ----------------------- | ----------- | ------- | ----------------- | ------------- |
| Á quân  | 1.  | ngày 9 tháng 9 năm 2007 | US Open     | Hard    | Ričardas Berankis | 3–6, 4–6      |
| Á quân  | 2.  | ngày 8 tháng 6 năm 2008 | French Open | Clay    | Tsung-hua Yang    | 3–6, 6–7(5–7) |